# Vem ska jag tro på?
"Vem ska jag tro på?" är en låt som är skriven och framförd av Thomas Di Leva. Låten är titelspår på Di Levas fjärde studioalbum Vem ska jag tro på?, som släpptes hösten 1987 och blev Di Levas kommersiella genombrott.
Di Leva skrev låten strax efter att statsminister Olof Palme blivit mördad.

## Musikvideo
En musikvideo spelades in på Millesgården i Stockholm.
En musikvideo spelades in i New York.

## Listplaceringar

### September
| Lista (2010) | Position               |
| ------------ | ---------------------- |
| Sverige      | 46 (Artist: September) |